# Jan Kalita
Jan Kalita (ur. 22 maja 1924 w Krężnicy Okrągłej, zm. 27 marca 2015 w Puławach) – polski aparatowy, poseł na Sejm PRL V kadencji.

## Życiorys
Syn Piotra i Małgorzaty. Uzyskał wykształcenie średnie niepełne, z zawodu aparatowy rozdziału i skraplania powietrza. Pracował jako mistrz w Zakładach Azotowych w Puławach. W 1969 uzyskał mandat posła na Sejm PRL V kadencji z okręgu Lublin, będąc członkiem Polskiej Zjednoczonej Partii Robotniczej. W parlamencie pracował w Komisji Rolnictwa i Przemysłu Spożywczego.

## Odznaczenia
- Brązowy Krzyż Zasługi
- Medal za Odrę, Nysę, Bałtyk
- Medal Zwycięstwa i Wolności 1945